# Die Geierwally (1921)
Die Geierwally ist eine erste, deutsche Literaturverfilmung des gleichnamigen Romans von Wilhelmine von Hillern von E. A. Dupont aus dem Jahr 1921.

## Handlung
Der Bärenjoseph, so genannt wegen eines Kampfes mit einem Bären, wird von Wally, einer Bauerntochter, aus einer gefährlichen Situation an einem Geiernest gerettet. Daraufhin nennt er sie ab sofort „Geierwally“. Wally verliebt sich in Joseph. Ihrem Vater, der sie mit Vinzenz verheiraten möchte, ist dies nicht recht. Außerdem sieht es so aus, als habe Joseph eine andere Geliebte. Als Wally dies erfährt, ist sie voll des Zornes und Vinzenz will ihn sogar umbringen. Es stellt sich aber heraus, dass die vermutete Geliebte Josephs uneheliche Tochter ist. So können Joseph und Wally doch noch zusammenfinden.

## Produktion
Produktionsfirma war die Gloria-Film GmbH Berlin. Die Produktionsleitung übernahm Hanns Lippmann, für das Szenenbild war Paul Leni zuständig. Er hat eine Länge von 2155 Metern, ca. 95 Minuten. Die Zensur fand am 15. August 1921 statt, die Uraufführung am 12. September 1921 in Berlin.

## Kritik
„Dupont ist ein ausgezeichneter Regisseur. Er hat einen Blick für Feinheiten, für Genrebilder, für episodische Reize, der unter dem jüngeren Nachwuchs der Regisseure nur bei ihm ist. Seine Einfälle wirken stets, aber es bleiben eben Einfälle, die nicht in den Fluß der Handlung eingehen. Es fehlt die große Linie, die etwa Lubitsch hat; er kommandiert nicht die Schauspieler, daß sie nur Träger seiner geistigen Erlebnisse werden: vielmehr spielen sie ihre Rollen, so gut sie es können. Aber immer vermißt man die Kraft des Regisseurs, das Spiel der Steigerung der Handlung ein- und unterzuordnen. Hierzu kommt bei Dupont ein Blick für bildliche Reize, der für die Zukunft Bedeutsames erwarten läßt.“